# Lyon-Meudon Extragalactic Database
«  LEDA (base de données) » redirige ici. Pour les autres significations, voir Léda.

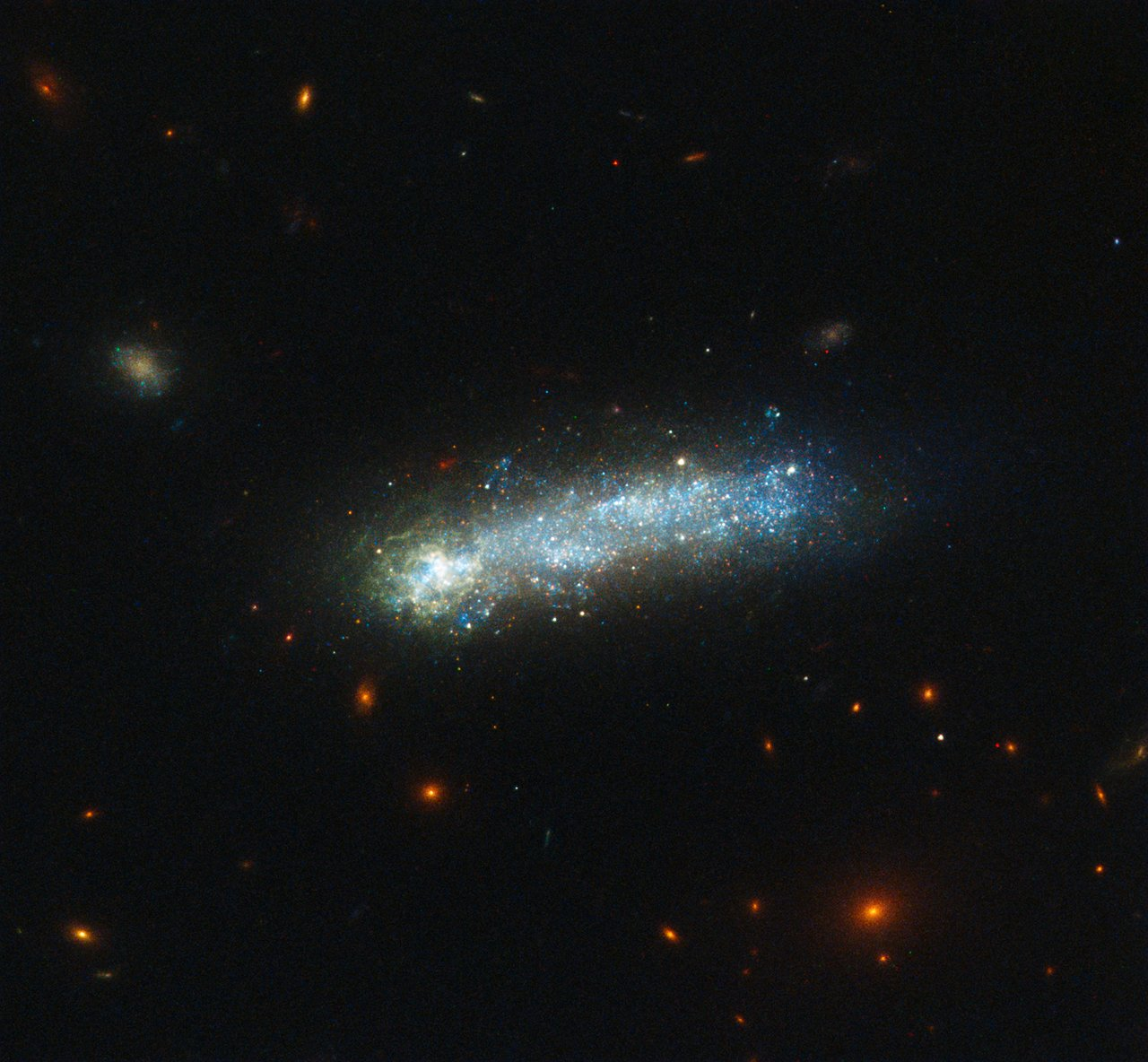
La galaxie naine LEDA 36252, une des nombreuses galaxies répertoriées par la base de données, imagée par le télescope spatial Hubble.

La Lyon-Meudon Extragalactic Database (LEDA) est une base de données et un ensemble d'outils destinés à l'étude des galaxies et de la cosmologie. Ce projet a débuté en 1983 et il est le résultat d'une collaboration entre l'observatoire de Lyon en France et l'observatoire spécial d'astrophysique en Russie. En 2017, la base de données renfermait plus de cinq millions d'objets.
Le LEDA est devenu le HyperLEDA au cours de l’année 2000 après avoir fusionné avec le Hypercat.

## Liste
- LEDA 36252
- LEDA 677373
- LEDA 1313424, une galaxie à neuf anneaux